# Исака Даборе
Исака Даборе (фр. Issaka Daboré; Араду, 1940) бивши је нигерски боксерски репрезентативац, троструки учесник Летњих олимпијских игара, први освајач олимпијске медаље за Нигер. Такмичио се у категоријама полувелтер (до 63,5 кг) и велтер (до 67 кг).

## Спортска биографија
Исака Даборе рођен је 1940. године у апартману Валам Дингази у региону Тиламбери у Нигеру. Са 18 година почео је тренирати бокс. Године 1961. освојио је бронзану медаљу на турниру земаља француског говорног подручја у Абиџану (данас Франкофонске игре). На истом турниру 1963. у Дакару, окитио се златном медаљом.
Нигер први пут учествује на Летњим олимписким играмам 1964. у Токију са једним представником Исаком Дабореом, који је носио и националну заставу на отварању Игара. Боксовао је у велтер категорији. Победио је Хонг Шуен Фуа из Кинеског Тајпеја и Ханса Ерика Петерсена из Данске, да би у четвртифналу изгубио од Финца Перти Пурхонена са 2:3 и на крају делио 5. место.
Четири године касније 1968. у Мексико Ситију променио је категорију и боксовао у лакшој полувелтер категорији. У првом колу био је слободан, у другом је победио Исака Марина из Костарике да би у треће игубио од Јевгенија Фролова из СССР и делио 9 место.
У трећем покушају 1972. у Минхену, поново у полувелтеру успева да се докопа бронзане медаље. До медаље победио је редом: Емануела Лосона из Гане, Park Tae-Sika Јужне Кореје и Коџија Шинохару из Јапана. У полуфиналу је изгубио од Бугарина Ангела Ангелова техничким нокаутом (ТКО). Делио је треће место са Звонком Вујином из СФРЈ.
Освојена бронзана медаља била је прва и једина у историји олимпијског спорта у Нигерији и олимпијских игра, пуне 44 године, све до Игара у Рију 2016, када му се прикључио такмичар у теквонду Абдулразак Исуфу освојивши сребрну медаљу.